# Isla de Mel
La Ilha do Mel (en español: Isla de la Miel) es una isla del sur brasileño situada en la embocadura de la bahía de Paranaguá, en el estado de Paraná. Constituye una formación geológica de interés ecológico por lo que está protegida como parque estatal. La isla es un punto turístico de mucha importancia dentro del estado de Paraná por ser considerada en contar con los más atractivos balnearios del estado. Forma parte del municipio de Paranaguá, sin embargo, es administrada por el Instituto Ambiental do Paraná (IAP) y posee un estricto programa de manejo. No está permitida la tracción animal o a motor. Existen muchas áreas donde no está permitida la presencia de visitantes. La Isla posee cuatro puntos turísticos destacados: en el norte la Fortaleza, en el centro Nova Brasília y el Farol das Conchas y en el sur el pueblo de Encantadas.

## Datos geográficos
Se encuentra a 2,5 millas de distancia de Pontal do Sul y a 15 millas de la ciudad de Paranaguá. 
- Área de 27,62 km².
- Área de playas: 55,05 ha.
- Área da Estación Ecológica: 2.240,69 ha.
- Altura Máxima: 151 m.

## Origen Etimológico
Existen diversas hipótesis locales acerca del origen del nombre de la isla, "Ilha do Mel":
- Antes de la Segunda Guerra Mundial el lugar era conocido coma la isla del Almirante Mehl, quien se dedicó a la apicultura y cuya familia frecuentaba la isla.
- Marineros retirados vivían en la Isla y se dedicaron a la apicultura, produciendo una cantidad de miel bastante significativa a punto tal de conseguir exportar el producto hasta los años 60.
- El agua dulce existente en la isla contiene mercurio. En contacto con el agua salada esto causa una coloración amarilla, semejante al color de los panales.
- Los indios Carijós que vivían en la región apreciaban mucho la miel de las abejas, lo que presupone que la actividad apícola en el lugar es antigua.

Existen mapas antiguos donde la denominación de la isla ya era la actual, según informaciones de Neil Hamilton M. Pereira.

## Galería

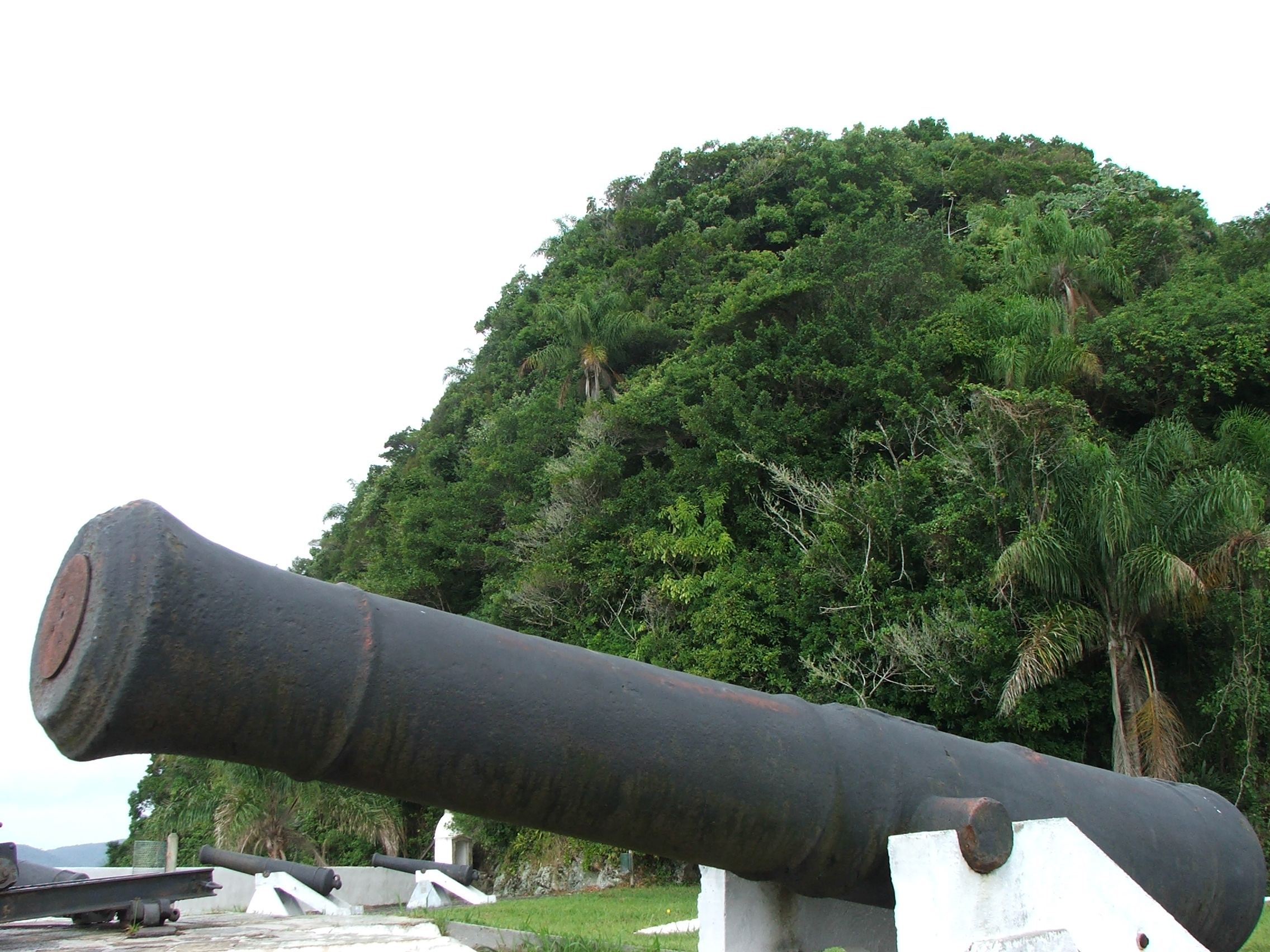
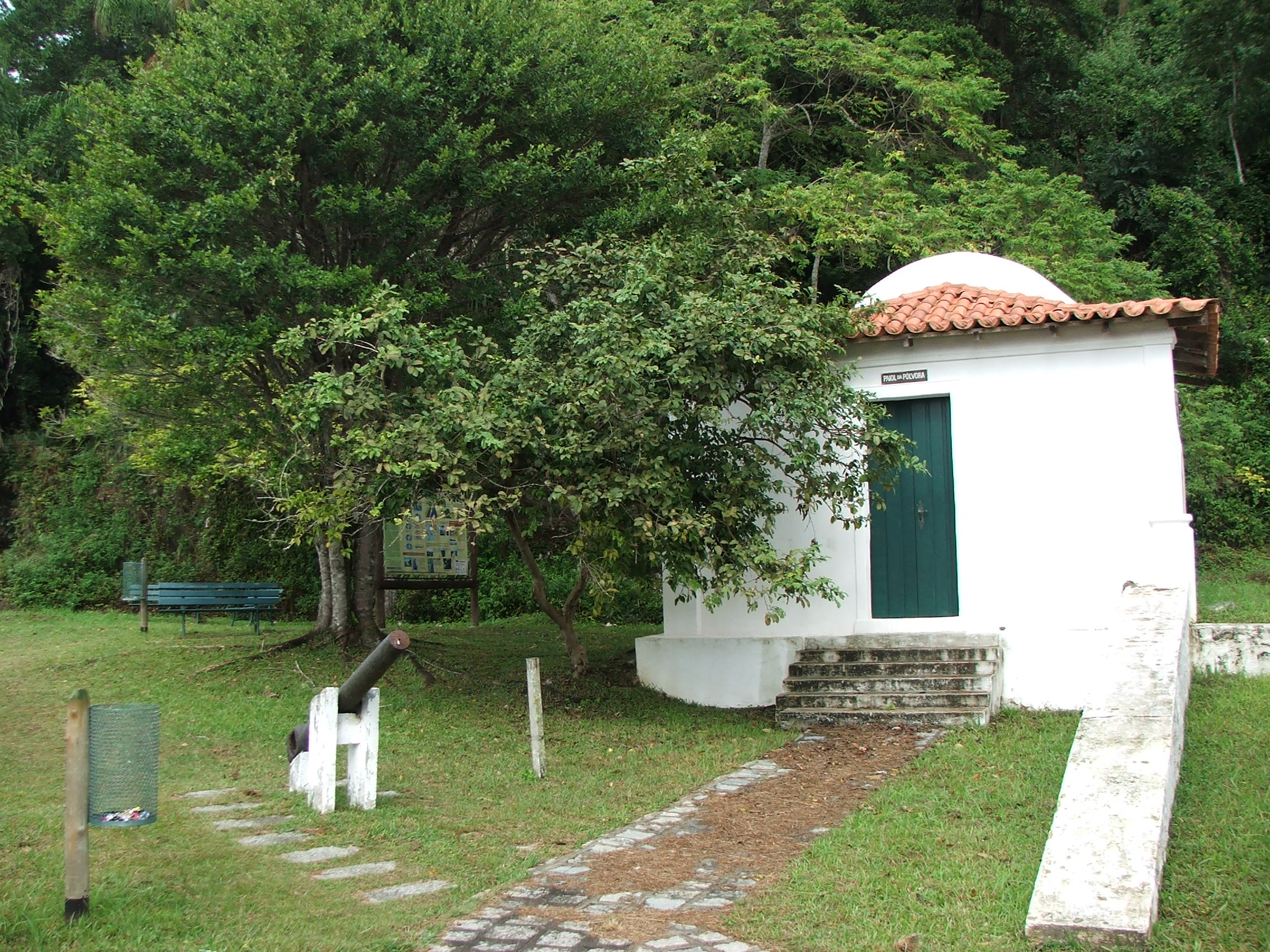
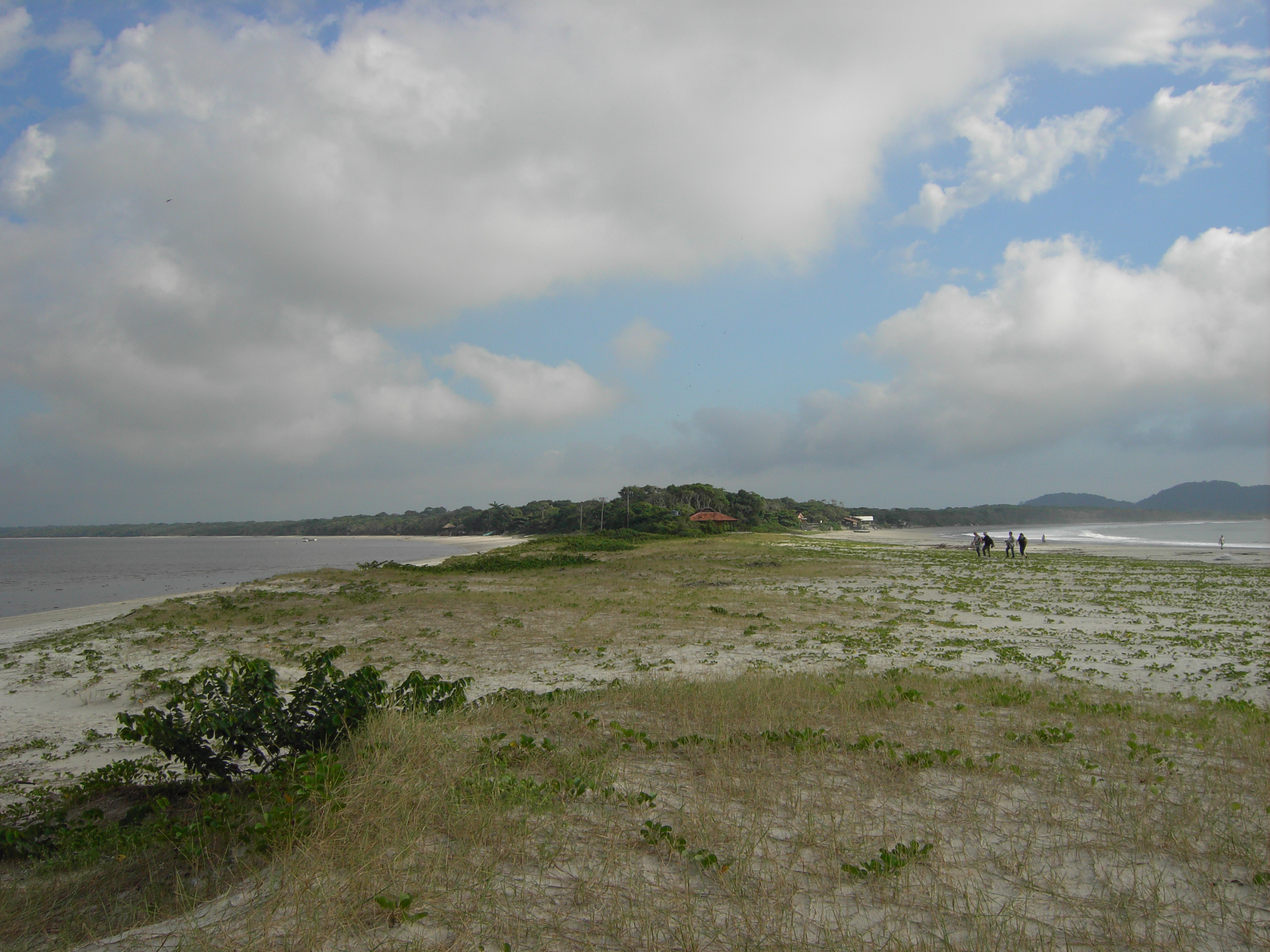
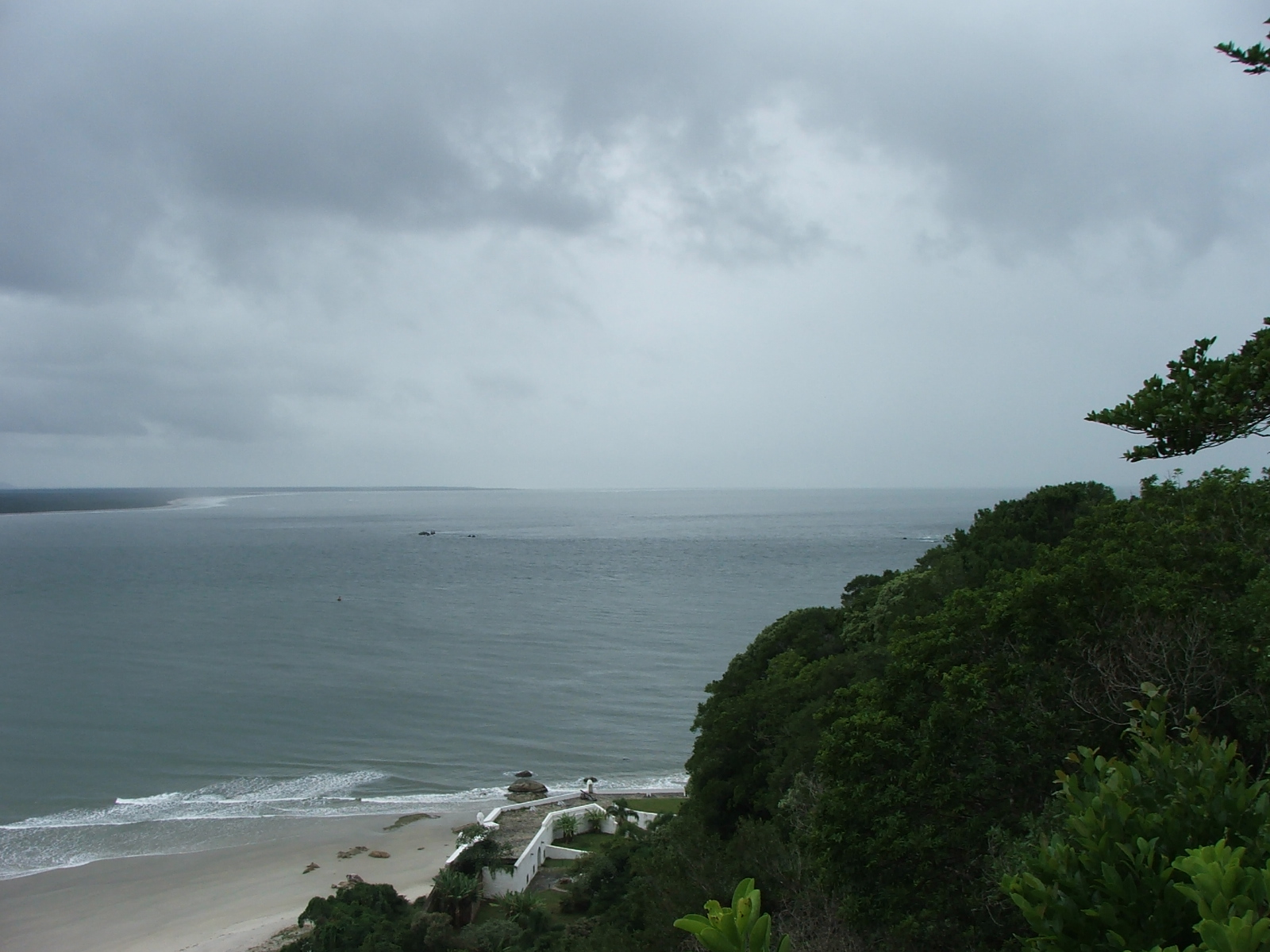
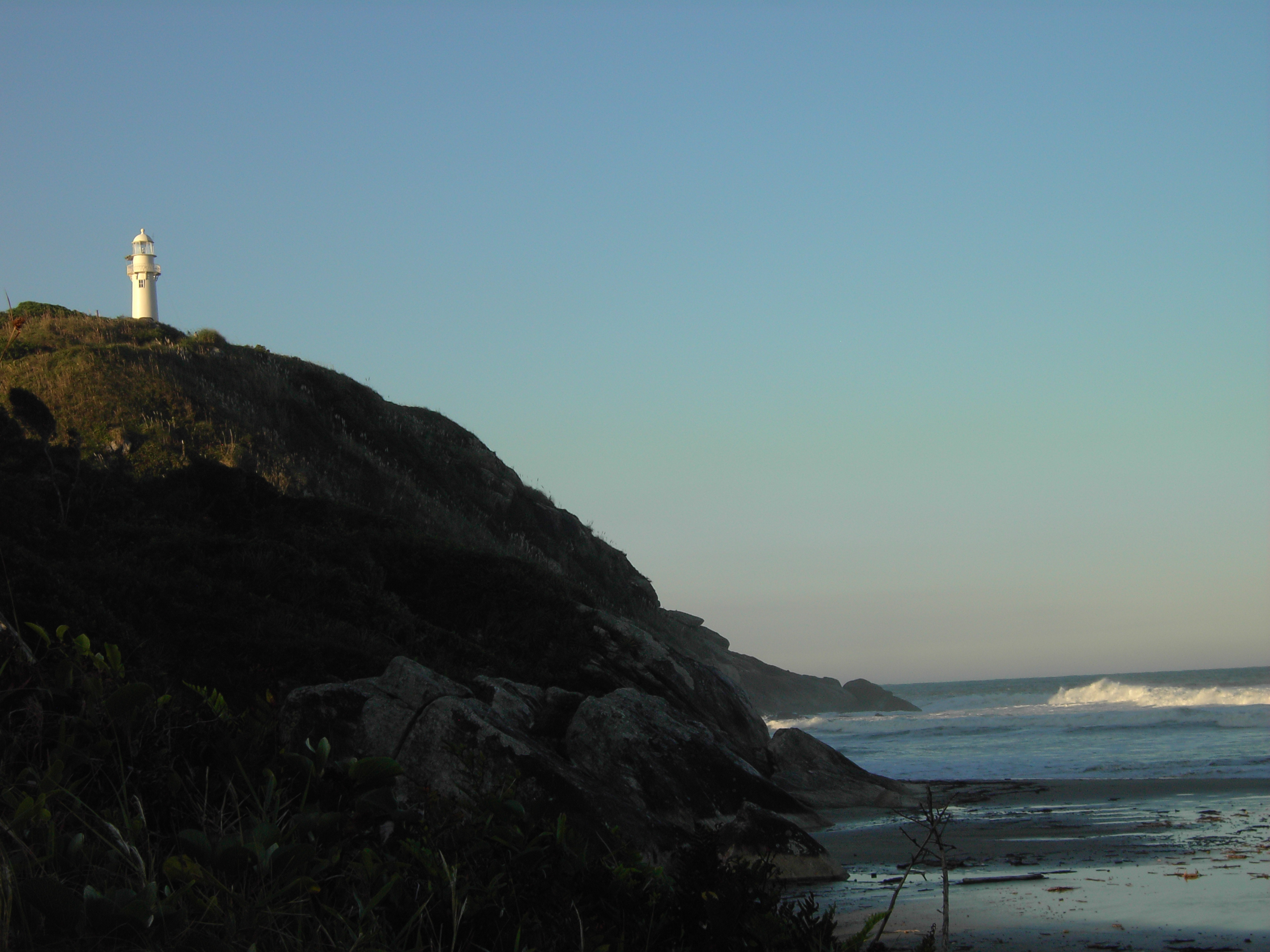
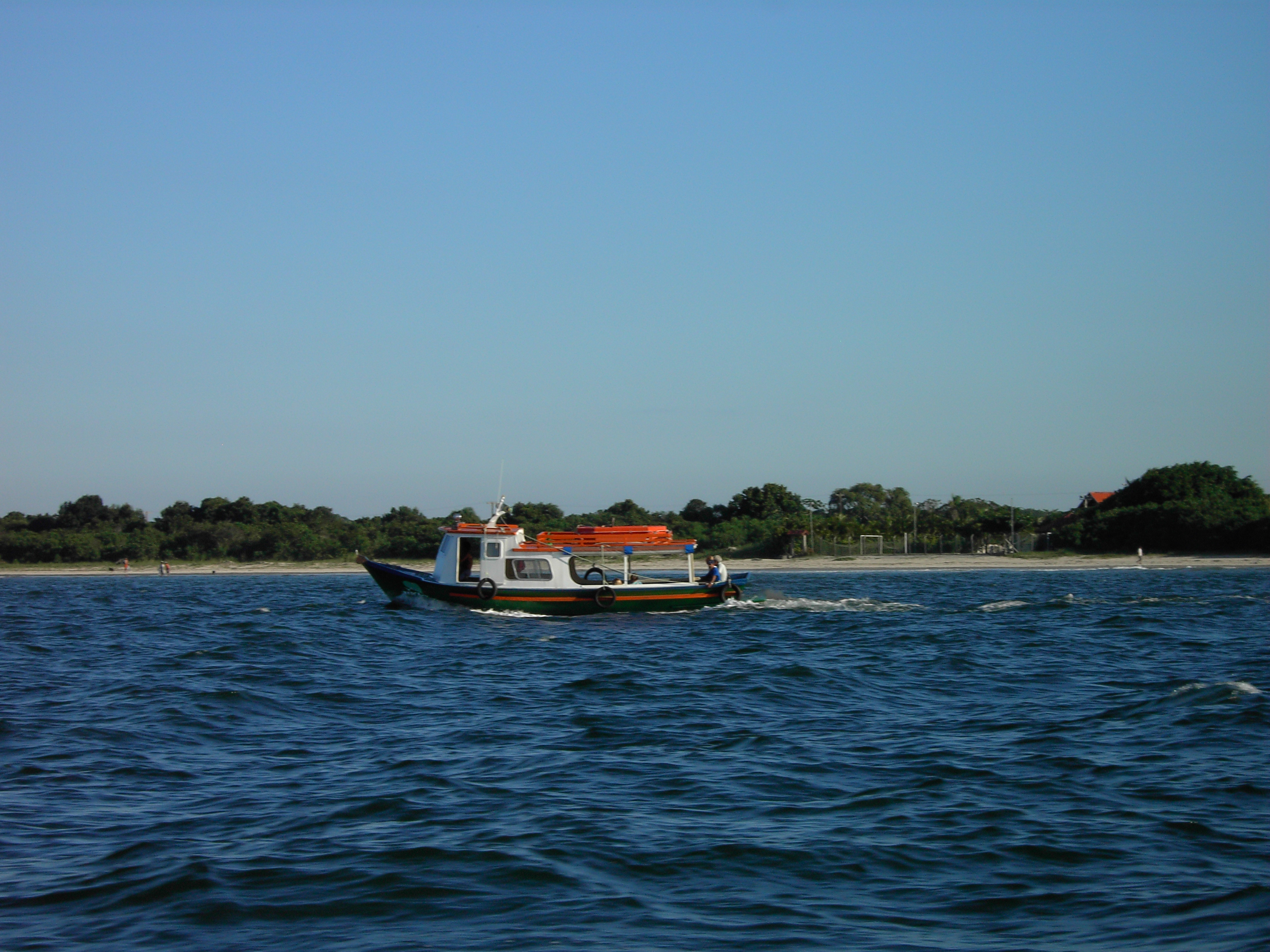
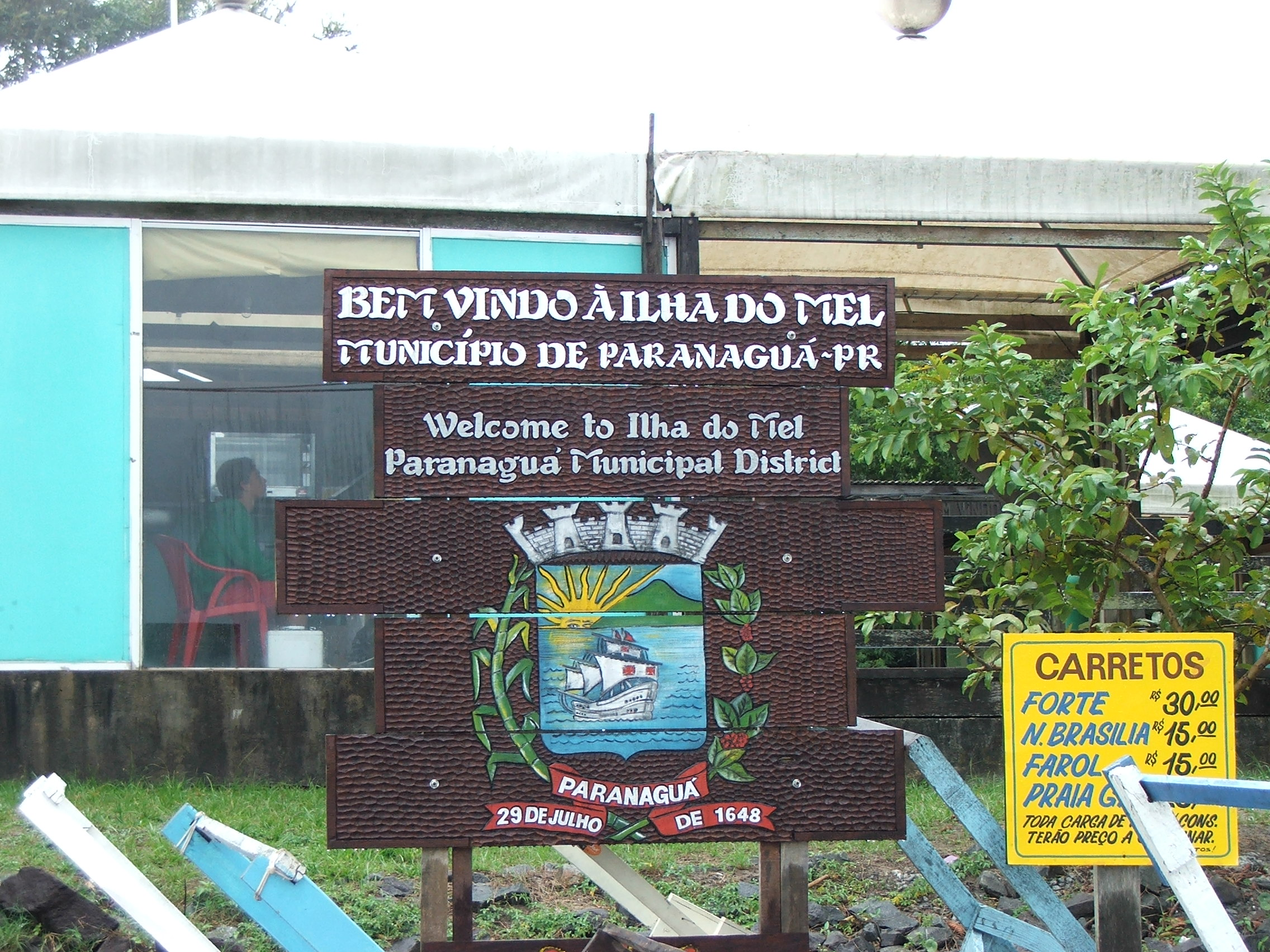
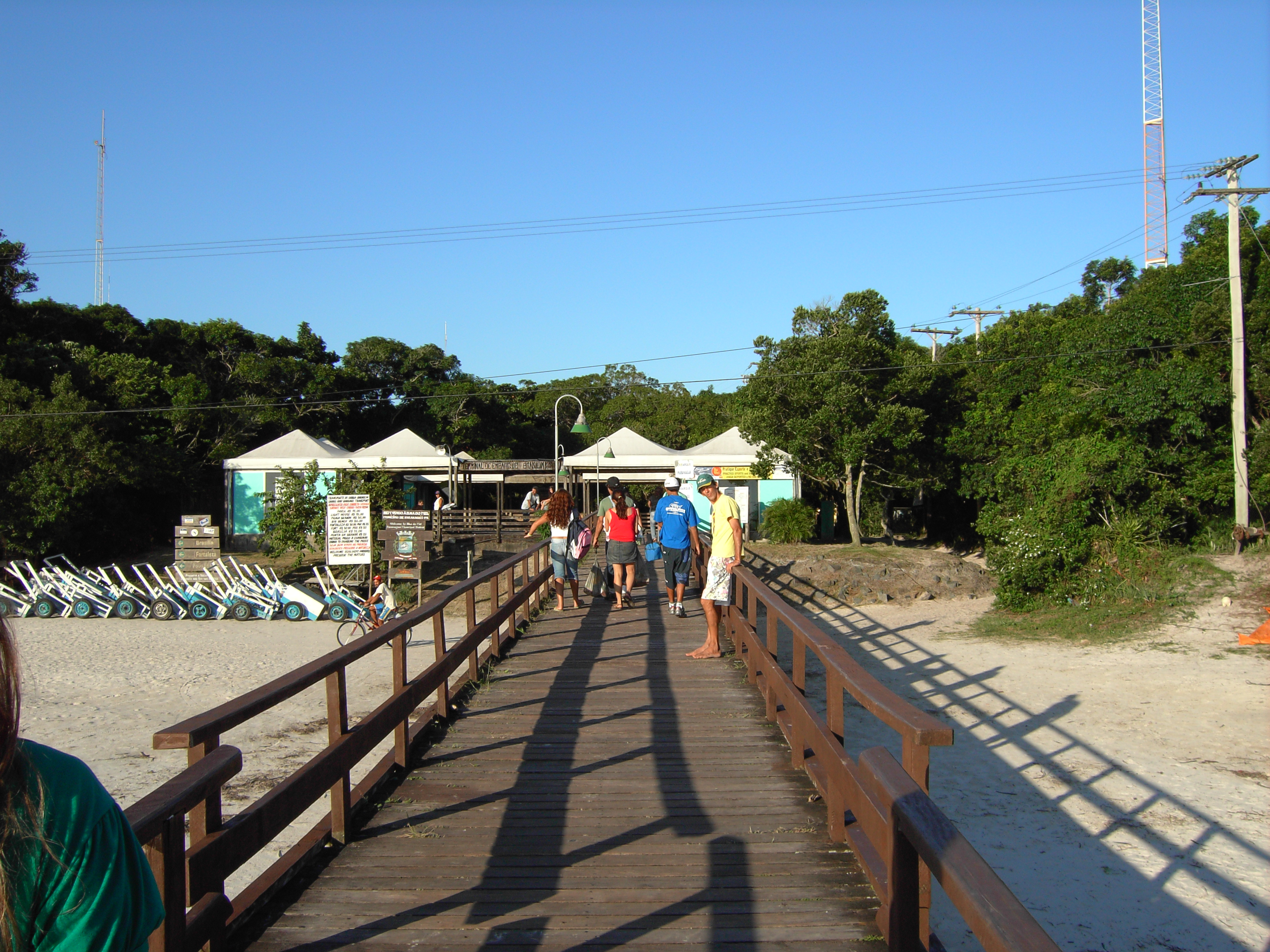